# Mohammed Ben Kritly
Mohammed Ben Kritly, né le 1er juillet 1896 à Aïn Sefra, est un homme politique français.

## Mandats
- Député d'Oran (1945-1946)[1].